# Caneva (Italie)
Pour les articles homonymes, voir Caneva.
Caneva est une commune d'environ 7 000 habitants de la province de Pordenone dans la région autonome du Frioul-Vénétie Julienne en Italie.

## Administration
| Période                                  | Période  | Identité           | Étiquette       | Qualité |
| ---------------------------------------- | -------- | ------------------ | --------------- | ------- |
| 23 mai 2005                              | En cours | Renato Mirto Monte | Centro-Sinistra |         |
| Les données manquantes sont à compléter. |          |                    |                 |         |

### Hameaux
Fiaschetti, Fratta, Sarone, Stevenà, Crosetta del Cansiglio, Gaiardin, Lama de Carpen, Malconsei, Pradego, Tambruz

### Communes limitrophes
Cordignano, Fontanafredda, Fregona, Polcenigo, Sacile, Sarmede, Tambre

## Personnalités
- Giovanni Masutti (1903-1963), artiste peintre né et mort à Caneva.